# Heterosmylus flavidus
Heterosmylus flavidus är en insektsart som beskrevs av C.-k. Yang 1992. Heterosmylus flavidus ingår i släktet Heterosmylus och familjen vattenrovsländor. Inga underarter finns listade i Catalogue of Life.